# Acridomyia canadensis
Acridomyia canadensis är en tvåvingeart som beskrevs av John Otterbein Snyder 1940. Acridomyia canadensis ingår i släktet Acridomyia och familjen blomsterflugor. Inga underarter finns listade i Catalogue of Life.